# Mujeres en el Movimiento de 1968 en México

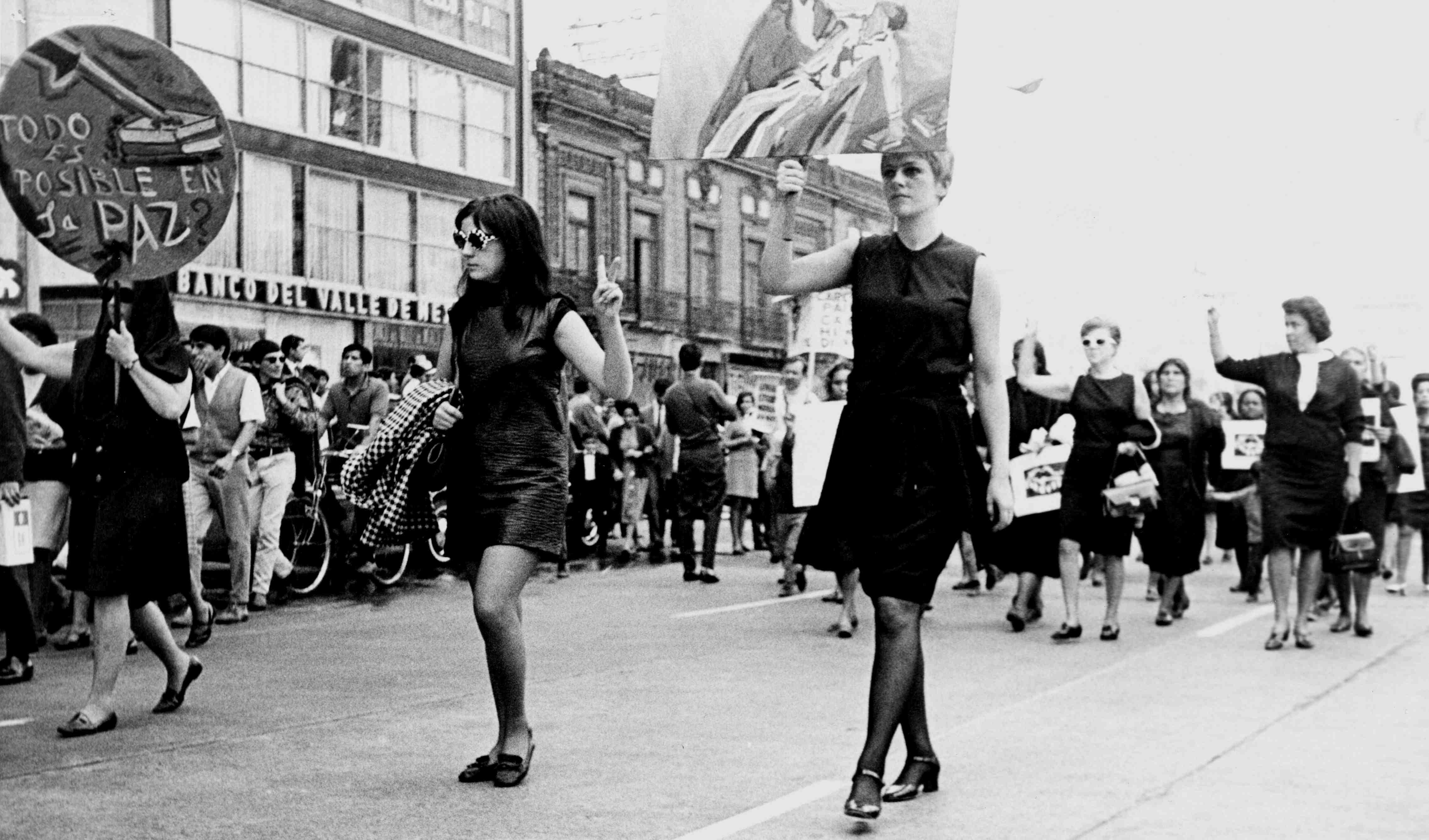
Mujeres durante las manifestaciones del 68

El rol de las mujeres en el Movimiento estudiantil del 68 en México es un estudio que a principios de los 2000s empezó a tener auge y está vinculado a la ola de revisión histórica que subraya la participación de las mujeres en diversos procesos históricos de los que habían sido excluidas. Ejemplo de esto, son los estudios de la participación de la mujer en la Independencia de México o en la Revolución Francesa. Las integrantes más conocidas del Movimiento del 68 son Ana Ignacia Rodríguez ("La Nacha") activista política, líder estudiantil y defensora de derechos humanos y Roberta Avendaño ("La Tita"), activista y profesora. Sin embargo, a partir de 2018, diversos trabajos periodísticos recobraron una narrativa oral de la participación de otras participantes a través de entrevistas, además de algunos trabajos académicos que analizaron el papel desempeñado por estas mujeres y su repercusión en la historia. Una de las principales consecuencias de esta participación, de acuerdo con la historiadora Gabriela Cano, fue que formó la "antesala" de la segunda ola del feminismo mexicano y de la militancia (según Ana Lau Jaiven) de grupos como "Mujeres en Acción Solidaria (MAS, 1971), Movimiento Nacional de Mujeres (MNM, 1973), Movimiento de Liberación de la Mujer (MLM, 1974), Colectivo La Revuelta (1975), Movimiento Feminista Mexicano (MFM, 1976) Colectivo de Mujeres (1976) y Lucha Feminista (1978)".

## Actividades dentro del movimiento

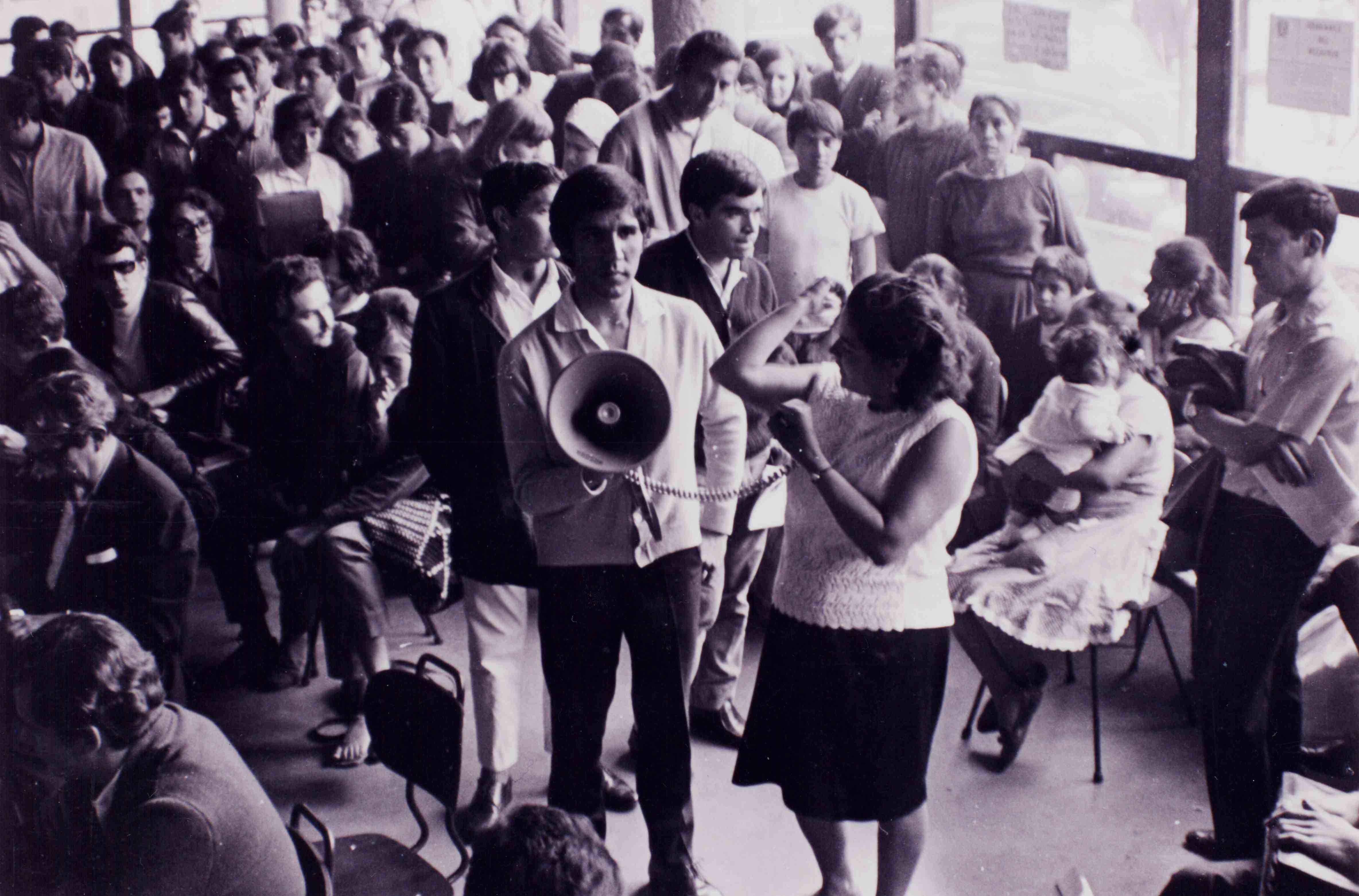
Mujer no identificada al megáfono en mitin en la Facultad de Filosofía y Letras de la UNAM

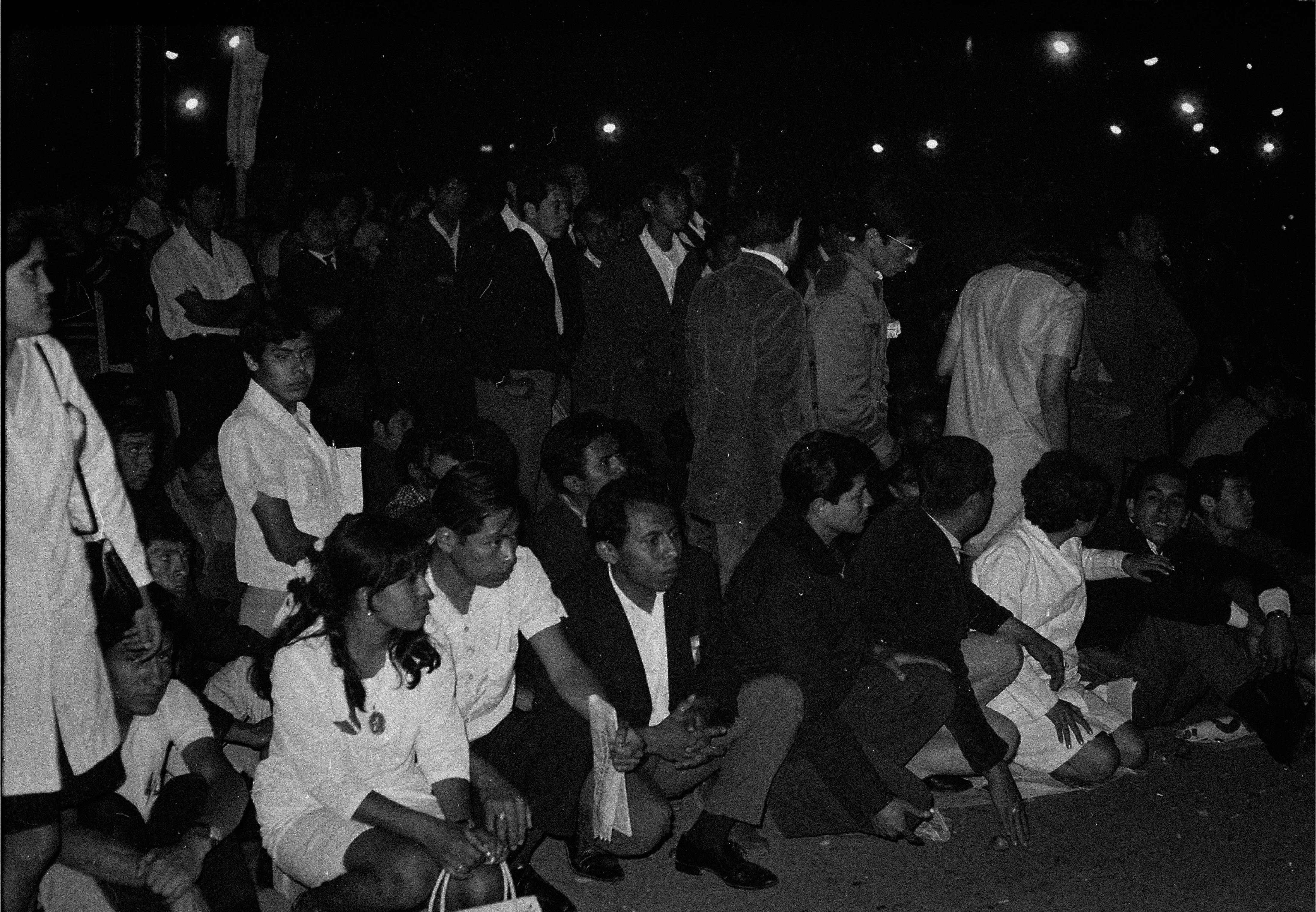
Enfermeras en manifestación en la Plaza de las Tres Culturas. Foto donada por Héctor Gallardo

El interés de la ciudadanía en una mayor apertura y participación política también fue compartido por amplios sectores de mujeres que, a diferencia de años pasados, en los 60s contaban con un mayor capital cultural por el acceso ganado a participar en las universidades.
El 8 de agosto de 1968 cuando quedó formalmente constituido el Consejo Nacional de Huelga (CNH), empezaron a conformarse las brigadas estudiantiles, algunas mixtas, pero otras incluso exclusivamente de jóvenes mujeres pertenecientes a escuelas de matrícula femenina. Otras participaron en las cocinas colectivas construidas para alimentar a las/os militantes del movimiento estudiantil. Susana Rivas, militante del movimiento, matiza esta tarea recordando que: “Sí, cocinar era nuestra función y lo hacíamos bien. Pero también rompimos con ella. Nos salimos de nuestro papel y convocamos a reuniones espontáneas en los mercados [como la de Carmen Torres] y en las esquinas de las calles, en distintas colonias”. De acuerdo con Pech y Romero (2013) tanto las labores en la cocina como en la creación de panfletos fue minimizada; a pesar de la vitalidad de la primera, y la relevancia de la segunda que era vista más como una actividad de comunicación que de activismo político. Algunas también tuvieron un papel activo en las asambleas de las facultades, aunque, como recuerda Rosa Bañales, tenían que enfrentar el machismo de algunos compañeros que les chiflaban o gritaban cosas cuando intentaban hablar; o como recuerda Carla Martínez, enfrentarse al descrédito de sus compañeros.
Además de las mujeres participantes en las brigadas del Consejo Nacional de Huelga (CNH) hubo la presencia de mujeres que representaban a algunas escuelas, tanto de la UNAM como del IPN, por ejemplo, Roberta Avendaño, por la Facultad de Derecho; Marcia Gutiérrez, por la Facultad de Odontología; Adriana Corona, por la preparatoria nocturna número seis de la UNAM;  Gladys López Hernández, de la preparatoria popular Tacuba; y, Myrthokleia González, por la Escuela Técnico Industrial, Wilfrido Massieu, quien, además, participó en el mitin estudiantil del 2 de octubre de 1968 en la Plaza de las Tres Culturas como maestra de ceremonias.
También contribuyeron mujeres organizadas en sus sindicatos, oficinas, barrios y colonias, ya que el movimiento era también de carácter popular. Participaban como “importantes difusoras informales a través de sus redes cotidianas más cercanas, realizando un importante papel de sensibilización y movilización, destacando su contribución al movimiento popular desde su posición de género”.
La Unión Nacional de Mujeres Mexicanas (UNMM) también ayudó en la emisión y difusión de panfletos como medio de movilización e información, en la que junto con “5 mil mujeres, muchas de ellas madres de familia, trabajadoras, oficinistas, campesinas, intelectuales, maestras, profesionistas, artistas, amas de casa. Exigían libertad a los presos políticos y se solidarizaban con la movilización estudiantil.”

## Prisión en Santa Martha
Luego de la masacre del 2 de octubre, varias mujeres fueron presas en el Reclusorio Femenil de Readaptación Social de Santa Martha Acatitla. De acuerdo con el testimonio de Ana Ignacia Rodríguez "La Nacha", fueron 8 mujeres de las cuales la mitad salió después de algunos días y cuatro se quedaron durante más años. A este último grupo pertenecen Roberta Avendaño (alias "La Tita”), Ana Ignacia Rodríguez --ambas representantes de la Facultad de Derecho ante el CNH-- y Adela Salazar, dirigente del Comité de Padres de Familia. Roberta Avendaño y Ana Ignacia Rodríguez fueron sentenciadas a 16 años de cárcel y Adela Salazar a 10 años, entre los delitos que se les imputaron estuvieron el de robo, homicidio, lesiones, sedición e incitación a la rebelión. Antes de fallecer y con motivo de la publicación de su libro Testimonios de la cárcel, de la libertad y del encierro, "La Tita" declaró que "los estudiantes no estábamos fuera de la ley, ni éramos delincuentes, sólo seres queriendo ejercer su derecho a la democracia".
La Unión Nacional de Mujeres Mexicanas (UNMM) el 31 de octubre de 1968 exigió que dejaran en libertad a las mujeres que habían sido presas el 2 de octubre en Tlatelolco ante el subprocurador [general de Justicia] del Distrito Federal, José Dzib Cardoso.

## Diferencias de género
La diferencia de género era muy significativa en el movimiento puesto que los hombres, por el simple hecho de ser hombres, tenían un papel más activo que las mujeres. Varias de las participantes del movimiento, como Rafaela Morales, Elena Castillo o Gloria Jaramillo, han hecho notar que enfrentaron "la oposición por parte de su familia, así como el autoritarismo que existía tanto en las escuelas como por parte del Estado, y en fin, a todo un sistema patriarcal".

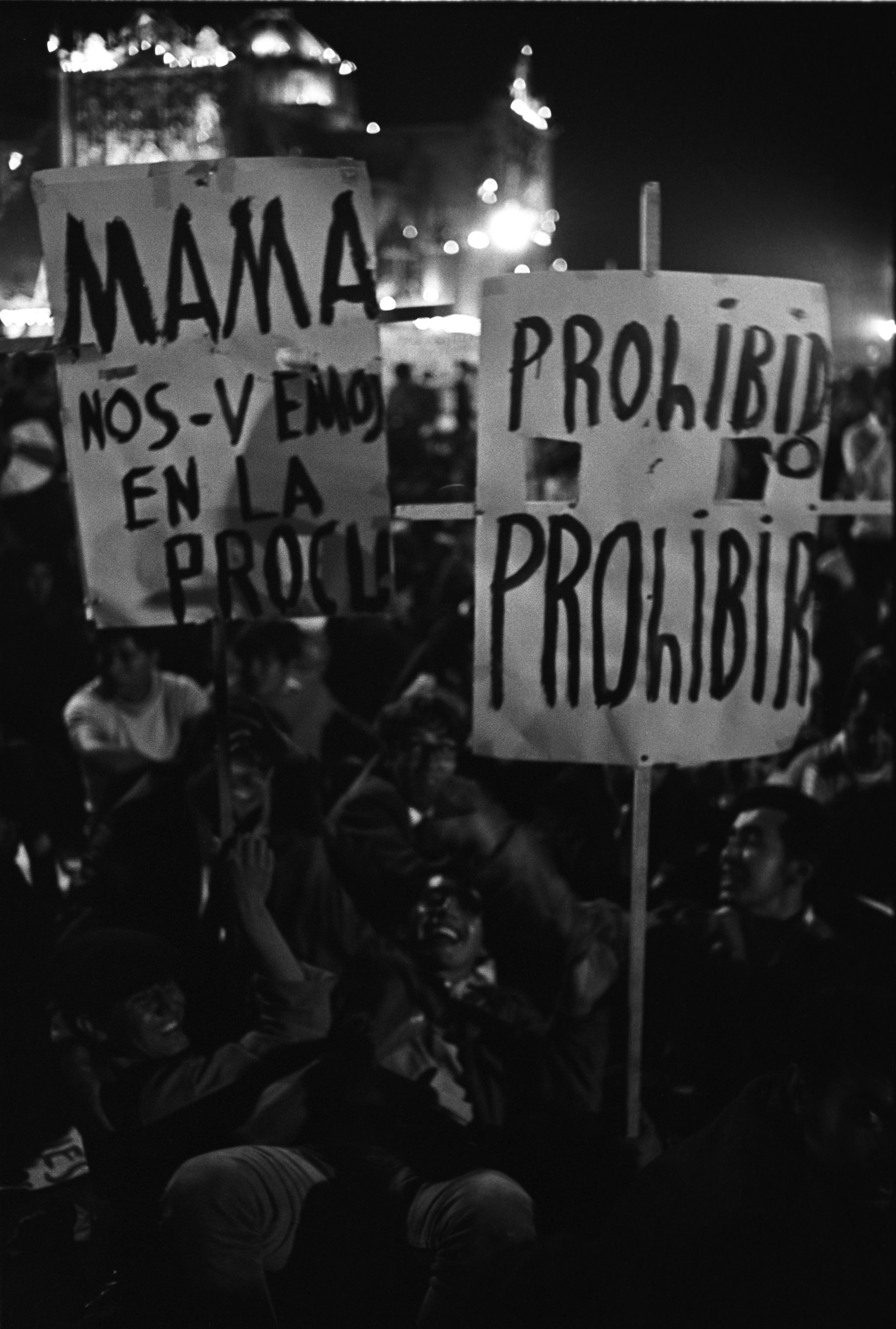
Letreros de insultos en el mitin

Claudia Rincón menciona su experiencia en el artículo “Las mujeres que deseaban cambiar al mundo: movimiento estudiantil de 1968”:

"En el movimiento había más hombres que mujeres porque la familia te cuida más como mujer que como hombre. Los hombres se podían quedar a dormir ahí en la prepa y una mujer imposible. Al menos así fue  en  mi  caso.  Todavía  estamos  en  una  sociedad  machista  a  la fecha, pero era más en aquel entonces, obviamente ellos tenían más facilidad  de  participar  y  estar  activos y  todo  eso  porque  la  misma educación así te lo marcaba".

Varias militantes pedían ser acompañadas a sus casas, y de acuerdo con las investigadoras Cohen y Frazier (2004) esto es indicativo de las diferencias de acceso y libertad de movimiento que tenían las mujeres. Otra desventaja se desarrolló en la práctica política, mientras que los varones participan en un terreno conocido y masculinizado, para muchas mujeres ésta fue su primera experiencia fuera de la esfera doméstica.
Sin embargo, de acuerdo con algunas participantes como Zamudio la participación de las mujeres tuvo un efecto positivo en la actitud de los hombres del movimiento: "Antes, eran conquistadores. Después, hablaban sobre relaciones basadas en la amistad, el compañerismo y la solidaridad".
También en la cárcel sufrieron un trato distinto, de acuerdo con Ana Ignacia Rodríguez: 

Con los hombres hubo una diferencia, porque como ellos eran muchos, se estacionaron en una crujía y ahí les permitían escribir, les permitían leer, muchas cosas que les permitieron y con eso vivieron su prisión más tranquila. Tenían visita en celda, cosa que nosotros jamás tuvimos, podían jugar en el patio, meter libros, a nosotras no nos daban chance de comer en nuestras celdas. Siempre tuvimos que convivir con las presas comunes, bajábamos y recogíamos el rancho con toda la necesidad que teníamos y lo que hacíamos era lavarlo todo y luego le poníamos verduras, todo de contrabando, porque no estaba permitido. Y así era como comíamos un poco mejor.

### Marchas estudiantiles
La asistencia por parte de las mujeres a las marchas significaba incomodidad y mentiras para poder asistir, pues debido a los imaginarios sociales que constituían a las mujeres y la moralidad de la época, la mayoría de ellas acudía en falda y tacones, además de involucrar mentiras a sus familias con respecto a sus destinos para poder asistir sin ninguna represalia. 
Gladys López menciona su experiencia en su libro Ovarimonio ¿Yo guerrillera?:

Las mujeres teníamos que mentir para poder salir de nuestras casas, al acudir a las marchas nos vestíamos como si fuéramos a una reunión social, con zapatos de tacón, medias, falda, porque los pantalones eran socialmente prohibidos para nosotras, si los usabas te señalaban como "machorra"

A su vez, Gladys relata como en el uso de la fuerza y la represión no existía la distinción de género: 

"...la represión por parte de la policía no distinguía sexo y a pesar de los tacones altos y la minifalda pegada había que correr fuerte ante el temor de que los oficiales te fueran a violar, además de golpear. Existía igualdad de derechos entre hombres y mujeres para la represión física por parte del Estado."

## Testimonios
En 2007 y 2018, con motivo de las conmemoraciones por los 40 y 50 años del movimiento estudiantil de 1968, se llevaron a cabo levantamientos en video-testimonios de las y los participantes del movimiento. Dichos materiales fueron expuestos en sala para consulta del público en el Memorial del 68 y, posteriormente, en el M68 Memorial 1968, movimientos sociales, ambos de la UNAM. Además, es posible consultar la serie de testimonios en la colección digital M68 Ciudadanías en movimiento.
Asimismo, en 2018 la periodista italiana Emanuela Borzacchiello elaboró la pieza Las mujeres y el 68, para la exposición permanente M68 Memorial 1968, movimientos sociales, la cual se compone de fragmentos de testimonios sobre el impacto personal del movimiento estudiantil del 68 en la vida de mujeres de distintas generaciones. 

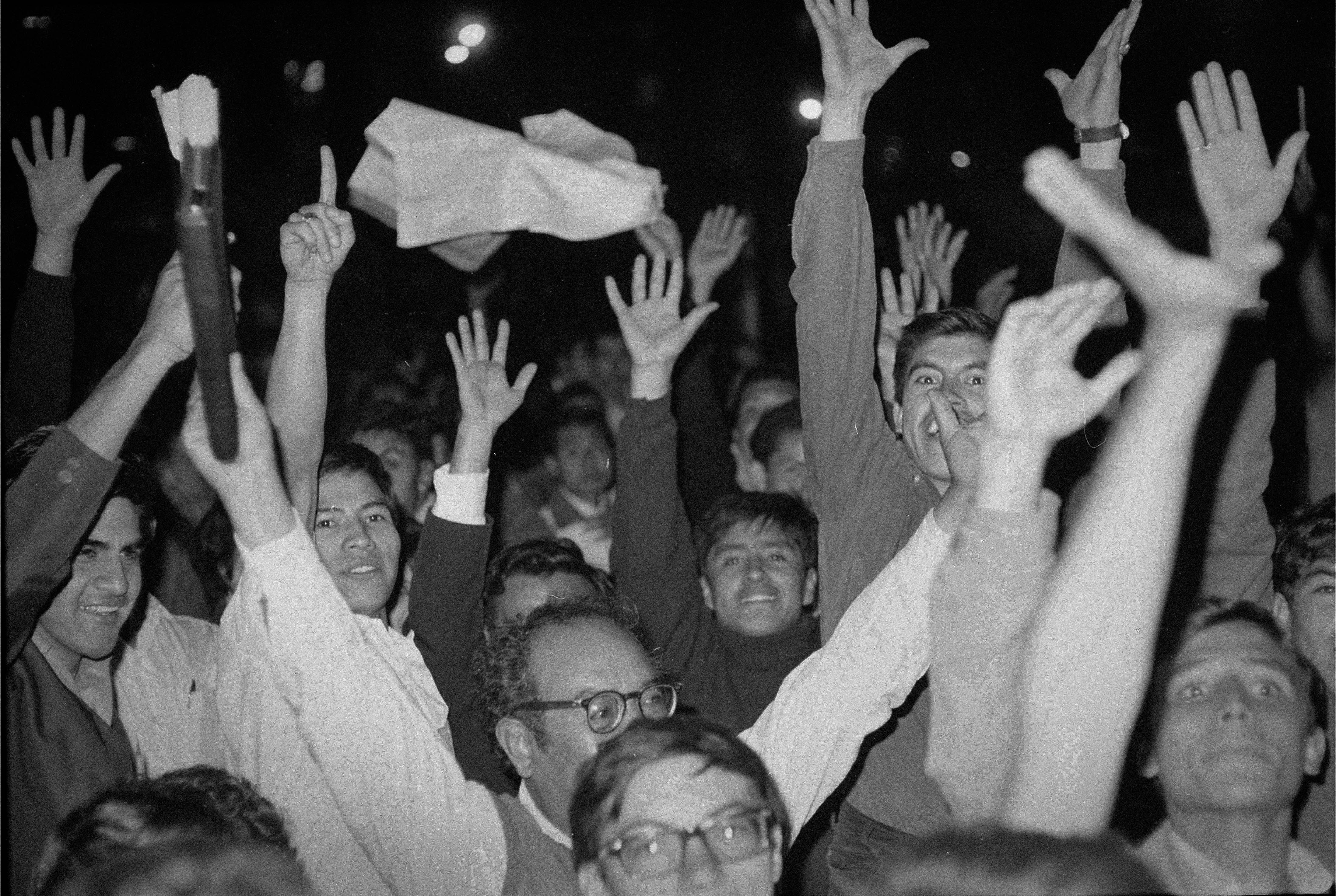
Movimiento estudiantil de 1968

Por otro lado, el Centro Cultural Universitario Tlatelolco también ha editado algunos testimonios y biografías de las mujeres activistas de 1968 y 1971.

#### Testimonios de estudiantes
Carolina Pérez Cicero, de la Facultad de Filosofía y Letras:

“Cada quién abandonó su ostracismo, olvidó sus problemas personales y se dio un ambiente muy padre de mucho compañerismo; todos se trataban como hermanos. Antes a los grupos “José Carlos Mariátegui” y “Miguel Hernández”, de la Facultad de Filosofía y Letras -como eran de filiación marxista-, nos miraban, tanto los democratacristianos como la gente que no participaba en la política, como a bichos raros, casi casi como enemigos, como alborotadores, agitadores, exterminadores de la sociedad. Pero después del bazukazo a la Prepa 1, en las reuniones y en las asambleas todos llegaron a unificarse y a trabajar juntos. No digo que se hayan acabado las diferencias políticas, pero los objetivos inmediatos eran los mismos: luchar contra la represión para lograr el respeto de las libertades democráticas”.

Regina Sánchez Osuna, estudiante de la Academia de Danza Mexicana:

“Yo dejé mi carro en la Calzada de la Milla, junto al Museo de Antropología, y mi mamá se quedó adentro y nos fuimos a la manifestación y cuando regresé ya no había carro, ni mamá”.

Margarita Isabel, actriz:

“Yo le entré al Movimiento Estudiantil porque un día, sin más, llegaron los granaderos a la Escuela de Bellas Artes con perros policía y cadenas y se llevaron a todo mundo preso, así, fíjate, con la mano en la cintura. ¡Y el INBA ni siquiera había dicho abiertamente si apoyaba o no al Movimiento! (Yo creo más bien que no, ¿eh?) A muchos actores, esta invasión arbitraria nos hizo tomar conciencia y resolvimos unirnos a los estudiantes y ayudarlos, pero de veras, no sólo yendo a las manifestaciones agarrados del brazo o gritando en los mítines… Entonces constituimos una brigada de actores de teatro”.

#### Testimonios de madres de familia
Paula Amor de Poniatowski, madre de familia:

“¿Sabes?, me gustaron, me cayeron bien, por hombrecitos. Muchos tenían esparadrapo en la boca, casi todos parecían gatos escaldados con sus suéteres viejos, sus camisas rotas pero tan decididos. Le eran simpáticos a la gente que estaba en las banquetas viéndolos, y muchos, además de aplaudirles, se les unían y cuando no se les daba propaganda la pedían, e incluso el público se ponía a repartir de mano en mano, Nunca había visto antes una manifestación tan vasta, tan de a de veras, tan hermosa. Toma, te traje unos volantes”.

Artemisa de Gortari, madre de familia 

“Para mí esto ha sido el horror de darme cuenta cómo puede la civilización permitir algo semejante: Tlatelolco, la muerte, lo irracional, la prisión, y, por otra parte, darme cuenta de la fuerza que puede una sacar de una misma por el amor a un hombre”.